# イリデセンス
イリデセンス（英: Irridescence）とは、南アフリカ生産、南アフリカ・フランス調教の競走馬である。主な勝ち鞍は、2005年のフィリーズクラシック、ウーラヴィントン2200、2006年のクイーンエリザベス2世カップ。

## 戦績

### 2004年（3歳時）
2004年6月25日にグレイヴィル競馬場で行われた未勝利戦でデビューし、2着に入る。次戦の未勝利戦で勝ち上がると、フィリーズプログレスプレートとハンデ戦を連勝する。初GIとなるケープフィリーズギニーは7着に敗れ、シーズンを終えた。

### 2005年（4歳時）
1月1日にケニルワース競馬場で行われたパドックステークスで始動するも6着、次走のGIIハウテンフィリーズギニーは2着に惜敗する。しかし、GIフィリーズクラシックを勝利してGI初制覇を達成。さらにGIIジェラルドローゼンバーグステークスも勝利して挑んだGIウーラヴィントン2200でも勝利して三連勝を飾った。次走のダーバンジュライは5着に敗れてシーズンを終えた。なお、同年のエクウス賞年度表彰ではシーズン中の活躍が評価され、最優秀三歳牝馬に選出された。

### 2006年（5歳時）
2月24日にナドアルシバ競馬場で行われたバランシーンステークスにて始動し、勝利を挙げる。しかし、次走に予定していたドバイデューティーフリーはパドック周回中の負傷により回避した。代わりに香港へ転戦し、クイーンエリザベス2世カップへ出走。レースには、香港ダービー馬のヴィヴァパタカやイギリスの名牝ウィジャボードが顔を揃えたが、最後の直線で先頭に抜けだすと後続勢の追撃を抑えて優勝、GI3勝目を挙げた。その後はフランスへ移籍するも勝利を挙げることはできず、8月11日のビヴァリーD.ステークスで2着に惜敗したのを最後に引退、アメリカのケンタッキー州で繁殖入りした。

## 血統表
| イリデセンスの血統          | イリデセンスの血統                               | イリデセンスの血統                               | （血統表の出典）                                 | （血統表の出典） |
| 父系                        | ヌレイエフ系                                     | ヌレイエフ系                                     | ヌレイエフ系                                     | [ § 2 ]          |
| 父 Caesour 1990年 黒鹿毛    | 父の父Nureyev 1977年 鹿毛                        | Northern Dancer 1961年                           | Nearctic                                         | Nearctic         |
| 父 Caesour 1990年 黒鹿毛    | 父の父Nureyev 1977年 鹿毛                        | Northern Dancer 1961年                           | Natalma                                          |                  |
| 父 Caesour 1990年 黒鹿毛    | 父の父Nureyev 1977年 鹿毛                        | Special 1969年                                   | Forli                                            | Forli            |
| 父 Caesour 1990年 黒鹿毛    | 父の父Nureyev 1977年 鹿毛                        | Special 1969年                                   | Thong                                            |                  |
| 父 Caesour 1990年 黒鹿毛    | 父の母Don't Sulk 1978年 鹿毛                     | Graustark 1963年                                 | Ribot                                            | Ribot            |
| 父 Caesour 1990年 黒鹿毛    | 父の母Don't Sulk 1978年 鹿毛                     | Graustark 1963年                                 | Flower Bowl                                      |                  |
| 父 Caesour 1990年 黒鹿毛    | 父の母Don't Sulk 1978年 鹿毛                     | Dinner Partner 1959年                            | Tom Fool                                         | Tom Fool         |
| 父 Caesour 1990年 黒鹿毛    | 父の母Don't Sulk 1978年 鹿毛                     | Dinner Partner 1959年                            | Bluehaze                                         |                  |
| 母 Meretricious 1989年 鹿毛 | 母の父Dancing Champ 1972年 鹿毛                  | Nijinsky 1967年                                  | Northern Dancer                                  | Northern Dancer  |
| 母 Meretricious 1989年 鹿毛 | 母の父Dancing Champ 1972年 鹿毛                  | Nijinsky 1967年                                  | Flaming Page                                     |                  |
| 母 Meretricious 1989年 鹿毛 | 母の父Dancing Champ 1972年 鹿毛                  | Mrs. Peterkin 1965年                             | Tom Fool                                         | Tom Fool         |
| 母 Meretricious 1989年 鹿毛 | 母の父Dancing Champ 1972年 鹿毛                  | Mrs. Peterkin 1965年                             | Legendra                                         |                  |
| 母 Meretricious 1989年 鹿毛 | 母の母Capitoline 1981年 鹿毛                     | Elevation 1968年                                 | High Veldt                                       | High Veldt       |
| 母 Meretricious 1989年 鹿毛 | 母の母Capitoline 1981年 鹿毛                     | Elevation 1968年                                 | Distiller                                        |                  |
| 母 Meretricious 1989年 鹿毛 | 母の母Capitoline 1981年 鹿毛                     | Xaymaca 1970年                                   | Jamaico                                          | Jamaico          |
| 母 Meretricious 1989年 鹿毛 | 母の母Capitoline 1981年 鹿毛                     | Xaymaca 1970年                                   | Eatonia                                          |                  |
| 母系(F-No.)                 | 3(FN:3号族)                                      | 3(FN:3号族)                                      | 3(FN:3号族)                                      | [ § 3 ]          |
| 5代内の近親交配             | Nortehrn Dancer3×4＝18.75％ Tom Fool4×4＝12.50％ | Nortehrn Dancer3×4＝18.75％ Tom Fool4×4＝12.50％ | Nortehrn Dancer3×4＝18.75％ Tom Fool4×4＝12.50％ | [ § 4 ]          |
| 出典                        | 1. 2. 3. 4.                                      | 1. 2. 3. 4.                                      | 1. 2. 3. 4.                                      | 1. 2. 3. 4.      |